# Antonio Prata
Antonio de Góes e Vasconcellos Prata (São Paulo, 24 de agosto de 1977) é um escritor, cronista e roteirista brasileiro.

## Carreira
É filho dos também escritores Mário Prata e Marta Góes e irmão da jornalista de moda Maria Prata.
Escreve aos domingos no caderno Cotidiano da Folha de S. Paulo e é roteirista e autor contratado pela Rede Globo, onde colaborou nas novelas Bang Bang, de seu pai Mário Prata e Carlos Lombardi e também Avenida Brasil e A Regra do Jogo, ambas de João Emanuel Carneiro.
Em 2015 escreveu o piloto da série "Os Experientes", dirigido por Kiko e Fernando Meirelles. "Os Experientes" venceu o prêmio APCA de melhor série de televisão e foi finalista do Emmy Awards.
Escreveu crônicas para a revista Capricho entre 2001 e 2008  e também para o jornal O Estado de S. Paulo, entre 2003 e 2009
Foi um dos 16 participantes do projeto Amores Expressos, passando um mês em Xangai para escrever um romance, até hoje não publicado.
Em 2012, foi incluído na edição brasileira da revista Granta como um dos vinte melhores escritores nacionais com menos de 40 anos.
Em novembro de 2013, publicou o livro de contos e crônicas semi-memorialísticas Nu, de botas, pela editora Companhia das Letras.
Em 2023 venceu o APCA de melhor série de comédia por Encantado's, em parceria com Chico Mattoso, Renata Andrade e Thais Pontes.

### Televisão
| Ano  | Trabalho         | Emissora   | Escalação                            | Parceiros titulares                        |
| ---- | ---------------- | ---------- | ------------------------------------ | ------------------------------------------ |
| 2005 | Bang Bang        | Rede Globo | Colaborador                          | Mário Prata Carlos Lombardi                |
| 2012 | Avenida Brasil   | Rede Globo | Colaborador                          | João Emanuel Carneiro                      |
| 2015 | A Regra do Jogo  | Rede Globo | Colaborador                          | João Emanuel Carneiro                      |
| 2015 | Os Experientes   | Rede Globo | Colaborador                          | Quico Meirelles                            |
| 2017 | Sob Pressão      | Rede Globo | Colaborador                          | Jorge Furtado                              |
| 2018 | Pais de Primeira | Rede Globo | Autor Principal                      |                                            |
| 2022 | Encantado's      | Globoplay  | Redação final, junto a Chico Mattoso | Renata Andrade, Thais Pontes, Hela Santana |

## Obras publicadas
- Douglas e Outras Histórias —  Azougue Editorial (2001)
- Cabras, Caderno de Viagem - com Paulo Werneck, Chico Mattoso e Zé Vicente da Veiga (2002)
- Escola Viva - DBA (2002)
- Pernas da Tia Corália — Objetiva (2003)
- Estive Pensando — Marco Zero Editora (2004)
- O Inferno Atrás da Pia — Objetiva (2004)
- Adulterado - Moderna (2009)
- Meio Intelectual, Meio de Esquerda - Editora 34 (2010)
- Felizes Quase Sempre - Editora 34, com Laerte Coutinho (2013)
- Nu, de Botas - Companhia das Letras (2013)
- Trinta e Poucos - Companhia das Letras (2016)
- Jacaré, Não! - Ubu (2016)
- A menina que morava no chuveiro - Ubu (2019)
- Esconde Esconde - Ubu (2021)